# Umay ene Corona
Umay ene Corona est une corona, formation géologique en forme de couronne, située sur la planète Vénus par -27,5° S et 50,5° E. Elle est localisée dans le quadrangle d'Agnesi. Elle a été nommée en référence à Umay ene, déesse kazakhe de garde d'enfants.

## Géographie et géologie
Umay ene Corona couvre une surface circulaire d'environ 370 km de diamètre. 